# 陶毅民
陶毅民（1928年—2016年3月8日），天津人，中华人民共和国政治人物。

## 生平
1957年8月至1958年9月，担任天津市公安局新华分局书记。1988年7月，担任天津市人民检察院检察长。2016年3月8日6时逝世，享年88岁。